# ۱ (قمری)
سال ۱ هجری قمری. این سال با آدینه آغاز می‌شود. نخستین روز آن ۱ محرم برابر است با ۲۷ تیر ۱ هجری خورشیدی و ۱۶ ژوئیه ۶۲۲ میلادی قدیم (۱۹ ژوئیه ۶۲۲ میلادی جدید).
این سال را در تاریخ اسلام، سنة الهجره و سنة الاذن بالرّحیل خوانده‌اند و برابر با چهاردهمین سال بعثت پیامبر اسلام است.

## پادشاهان و حاکمان
در این سال نامبردگان زیر عمده قدرت در خاور میانه و شرق آفریقا را در اختیار داشتند:
- خسرو پرویز شاهنشاه ساسانی ایران (از ۳۲ پیش از هجرت - ۶ هـ.ق.)
  - آزادبه (زادیه) حاکم لخمیان در حیره (از طرف ساسانیان)  (از ۵ پیش از هجرت - ۵  هـ.ق.)
  - باذان پسر ساسان فرماندار یمن (از طرف ساسانیان) (از ؟ - ۱۰  هـ.ق.)
- هراکلیوس (هرقل) امپراتور بیزانس (روم شرقی) (از ۱۲ پیش از هجرت - ۲۰ هـ.ق.)
  - مقوقس حاکم اسکندریه (از طرف امپراتوری بیزانس) (از ؟ - ۲۰  هـ.ق.)
  - ابوکرب نعمان بن حارث، حاکم غسانیان (که تحت‌الحمایه بیزانس بود) (از ۴ پیش از هجرت - ۱۱ هـ.ق.)
- آرماه (نجاشی) پادشاه حبشه (از ۸ پیش از هجرت - ۹ هـ.ق.)
- تون جبغو خان خان بزرگ خاقانات ترک غربی (از ۴ پیش از هجرت - ۸  هـ.ق.)

## رویدادها

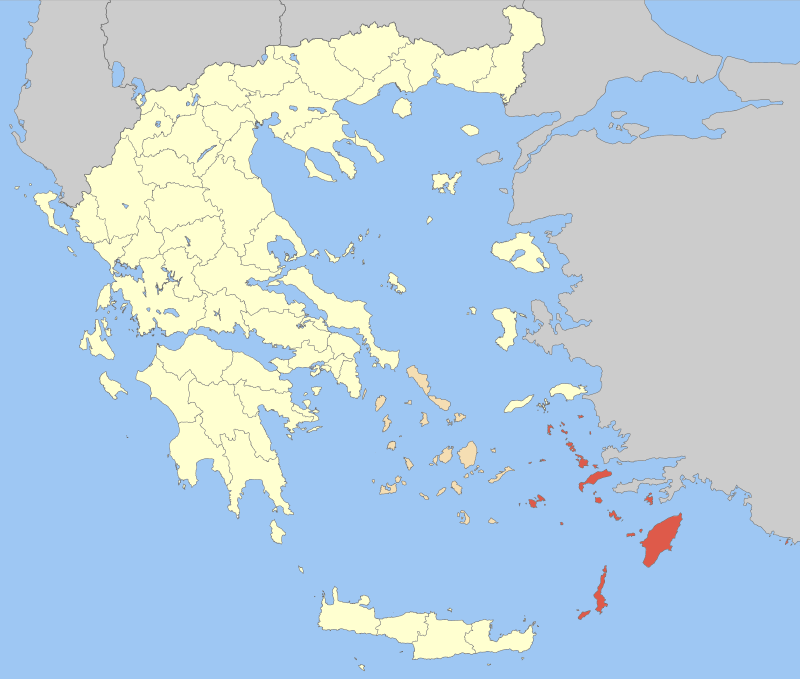
رودس در مجمع‌الجزایر دودکانسا توسط سپاه شاهین بهمن‌زادگان به تصرف ساسانیان در آمد.

- شاهین بهمن‌زادگان سردار ساسانی در لشکرکشی خود به آناتولی غربی پس از فتح کالسدون به سوی جزیره رودس رفت و آن جا را که پایتخت مجمع‌الجزایر دودکانسا بود به تصرف درآورد. کمی بعد چندین جزیره دیگر در شرق دریای اژه نیز به دست وی افتاد.
- لیلة المبیت شبی که در آن سران قریش تصمیم گرفتند شبانه محمد پیامبر اسلام را به قتل برسانند، ولی علی ابن ابی‌طالب به جای او در بستر خوابید و نقشه قریش به سرانجام نرسید. محمد به یاران خود فرمان هجرت به مدینه را داد، یاران وی نیز در چند مرحله به صورت دسته‌های کوچک و پنهانی و دور از چشم قریش رهسپار مدینه شدند.
- ۱ ربیع‌الاول (برابر با ۲۴ شهریور سال ۱ هجری خورشیدی مطابق ۱۶ سپتامبر ۶۲۲ میلادی) - هجرت پیامبر اسلام از مکه به مدینه. این رویداد مبدأ تاریخ مسلمانان، یعنی گاه‌شماری‌های هجری قمری و هجری خورشیدی است. روند مهاجرت مسلمانان از مکه به مدینه تا سال ۸ هجری قمری ادامه داشت.
- ۸ ربیع‌الاول - پیامبر اسلام در جریان هجرت از مکه به مدینه به روستای قبه در ۶ کیلومتری یثرب رسید و سنگ بنای مسجد قبه نخستین مسجد دنیای اسلام را در آن گذاشت و کمی بعد توسط مسلمانان تکمیل شد.
- ۱۲ ربیع‌الاول - ورود پیامبر اسلام به یثرب و اقامه نماز جمعه. یثرب پس از آن به مدینه‌النبی مشهور شد.
- اعلان میثاق مدینه از طرف پیامبر اسلام برای ایجاد صلح و پایان درگیری‌های صدساله میان قبایل اوس و خزرج، یهودیان، مسیحیان و بت‌پرستان و تعیین حقوق و وظایف آنها به منظور ایجاد یک امت واحد.
- زید بن حارثه مأمور شد همسر پیامبر اسلام را از مکه به مدینه آورد.
- عبدالله بن سلام بن حارث مسلمان شد. وی پیش از آن یهودی بود و نامش حصینا و کنیه‌اش ابایوسف اسرائیلی از قبیله قینقاع بود.

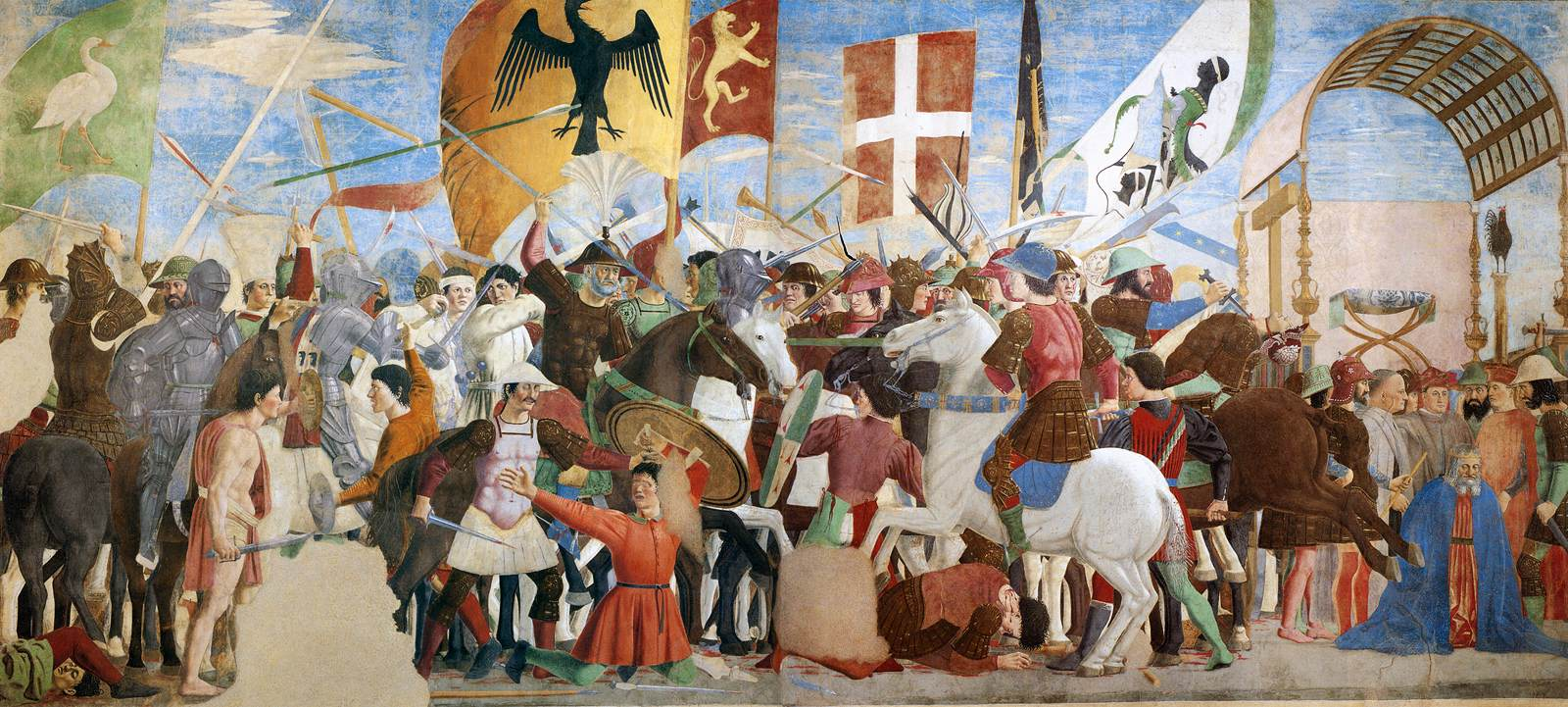
نبرد ایسوس

- پاییز - هراکلیوس در جریان جنگ‌های ساسانی و بیزانس به همراه ۵۰ هزار نیرو در ایسوس به ایرانیان تاخت و شکست سنگینی به آنها وارد کرد.
- خاقانات ترک غربی با حمایت هراکلیوس آمودریا را اشغال کرده و بخشی از خراسان (افغانستان امروزی) را تصرف کردند.
- اهالی مکه اموال تمام مسلمانانی که به مدینه مهاجرت کرده بودند را تاراج کردند و برای جلوگیری از پیشرفت اسلام در مدینه، این شهر را تحریم کردند. به همین جهت مسلمانان برای انتقام، پس گرفتن عوض اموال خود و تامین غذای لازم برای مدینه شروع به حمله به کاروان‌های مکیان کردند. البته این حمله‌ها صرفا برای غنیمت نبود بلکه در آن به گردآوری اطلاعات نیز می‌پرداختند. نخستین سریه‌هایی که به امر پیامبر اسلام به این منظور در سال اول هجرت صورت گرفتند با شکست کامل مواجه شدند زیرا مکیان در میان اهالی مدینه جاسوس داشتند و تعداد مسلمان در این حمله‌ها کمتر از آنها بود.
- رمضان - سریه حمزه بن عبدالمطلب (سریه سیف البحر) که در آن پیامبر اسلام حمزه را به همراه ۳۰ نفر از مهاجران به سوی مکه فرستاد اما در نهایت این سریه منجر به جنگ نشد و کاروان‌های هر دو طرف صلح کردند.
- شوال - سریه عبیدة بن حارث که در آن پیامبر اسلام عبیده را به همراه شصت جنگجو به منطقه رابغ فرستاد تا کاروان قریش را تعقیب نمایند. در نهایت این سریه منجر به جنگ نشد.
- شوال - ازدواج پیامبر اسلام با عایشه بنت ابی بکر
- ذی‌القعده - سریه سعد بن ابی‌وقاص که در آن پیامبر اسلام سعد را به همراه بیست نفر به خرار میان جحفه و مکه فرستاد  تا به کاروان مکیان برسند اما آنها یک روز دیر رسیدند.
- شیوع مرض تب و لرز در مدینه

## زادروزها
- زیاد بن ابیه، والی بصره و جنگاور اموی (درگذشت ۵۳ ق.)
- ابوبلال مرداس بن حدیر از علمای خوارج (درگذشت ۶۱ ق)
- نعمان بن بشیر، دولتمرد اموی و راوی حدیث از انصار خزرجی (درگذشت ۶۵ ق.)
- مختار ثقفی، از رهبران قیام علیه خلافت اموی (درگذشت ۶۷ ق.)
- مالک بن اوس بن حدثان، از راویان حدیث (درگذشت ۷۲ ق.)
- عبدالله بن زبیر، خلیفه خودخوانده زبیری (درگذشت ۷۳ ق.)
- شقیق بن سلمه، از راویان حدیث اهل کوفه (درگذشت ۸۲ ق.)

## درگذشتگان
- براء بن معرور، در مدینه پیش از رسیدن پیامبر اسلام درگذشت.
- جمادی الاول - (تاریخ احتمالی) ولید بن مغیره، از پرنفوذترین قریشیان مخالف پیامبر اسلام (زاده ۹۵ قبل از هجرت) پدر خالد بن ولید
- رجب - پاپ اندرنیکوس اسکندریه
- شوال - ابو امامه اسعد بن زراره انصاری از نقبای بنی نجار. گفته می‌شود اولین کسی بود که در بقیع دفن شد.
- عاص بن وائل، پدر عمروعاص که در میان مکه و طائف جان سپرد. (زاده ۸۵ قبل از هجرت)
- هذیل بن هبیره، جنگاور و شاعر جاهلی (زاده ۵۵ قبل از هجرت)